# Ophrys iricolor
Ophrys iricolor es una especie de orquídea terrestre de la familia Orchidaceae. 

## Distribución
Es nativa de Rodas en Grecia y este del Mediterráneo donde se encuentra en bosques de pinos, matorrales y monte bajo.

## Descripción
Es una especie herbácea que alcanza una altura de 10 a 35 cm de alto. La inflorescencia consiste de una a cinco flores.  Los sépalos son de color verde.  El labelo  es aterciopelado de color negro-púrpura en la parte inferior y de color marrón. El margen es muy estrecho y por lo general más oscuro. 

## Sinonimia
- Ophrys fusca var. iricolor (Desf.) Rchb. (1851)
- Ophrys fusca ssp. iricolor (Desf.) O. Schwarz (1934)

## Nombres comunes
- Alemán: Regenbogen-Ragwurz
- עברית: דבורנית כחלחלה

- Datos: Q488910
- Multimedia: Ophrys iricolor / Q488910